# دیستروف
دیستروف (به فرانسوی: Distroff) یک کمون در فرانسه است که در Canton of Metzervisse واقع شده‌است.

## خصوصیات
دیستروف ۷٫۹۳ کیلومترمربع مساحت و ۱٬۴۸۱ نفر جمعیت دارد و ۱۳۵ متر بالاتر از سطح دریا واقع شده‌است.